# Santa Restituta (Avigliano Umbro)
Santa Restituta è una frazione del comune di Avigliano Umbro (TR).
La frazione si trova ad ovest del capoluogo, a 581 m s.l.m., ed è popolata da circa 70 abitanti.

## Storia
Nella vicina Grotta Bella sono stati trovati materiali ceramici a partire dal Neolitico, nonché statuette di bronzo di epoca protostorica. Una stipe votiva testimonia la presenza di culti legati alle acque ed all'agricoltura, dal VI al I secolo a.C.
Un castello venne edificato nel XII secolo vicino al luogo dove si trovava quello precedente, il monte Pianello, e prese il nome della santa a cui era intitolata la chiesa del piccolo cimitero. Possesso di Todi sin dal 1220, lo scopo della fortificazione era quello di controllare il passaggio di merci ed uomini attraverso il cosiddetto corridoio bizantino.
Nel 1495 venne occupato dalle truppe francesi (ben 3.000) di re Carlo VIII, che poi lo offrì in riscatto a Todi.
La devozione verso Restituta divenne sempre più grande, finché nel 1551 gli abitanti andarono a Sora (in provincia di Frosinone) in pellegrinaggio (in quel luogo era stata martirizzata la santa romana nel 275, dall'imperatore Aureliano): alcune reliquie vennero riportate indietro alla piccola chiesa cimiteriale. Dal XVII secolo le reliquie sono state traslate all'interno del paese, nella chiesa di Santa Maria Novella: ad esse ne vennero aggiunte altre provenienti dalla cattedrale di Pisa (nel 1579).
All'inizio del XVIII secolo una disputa con Guardea si risolse in favore di Santa Restituta: riguardava la gestione dei vasti castagneti circostanti.
Nel 2006 sono iniziate delle attività per gemellare la frazione aviglianese con la città di Sora .

## Economia e manifestazioni
Un dominio collettivo gestisce ancora parte del territorio. Tra i prodotti agricoli principali vanno ricordate le castagne, prodotte in abbondanza nei boschi locali dei monti Pianicel Grande ed Aiola.
Solenni festeggiamenti in onore della santa si tengono ogni anno nella prima metà di agosto.

## Monumenti e luoghi d'interesse

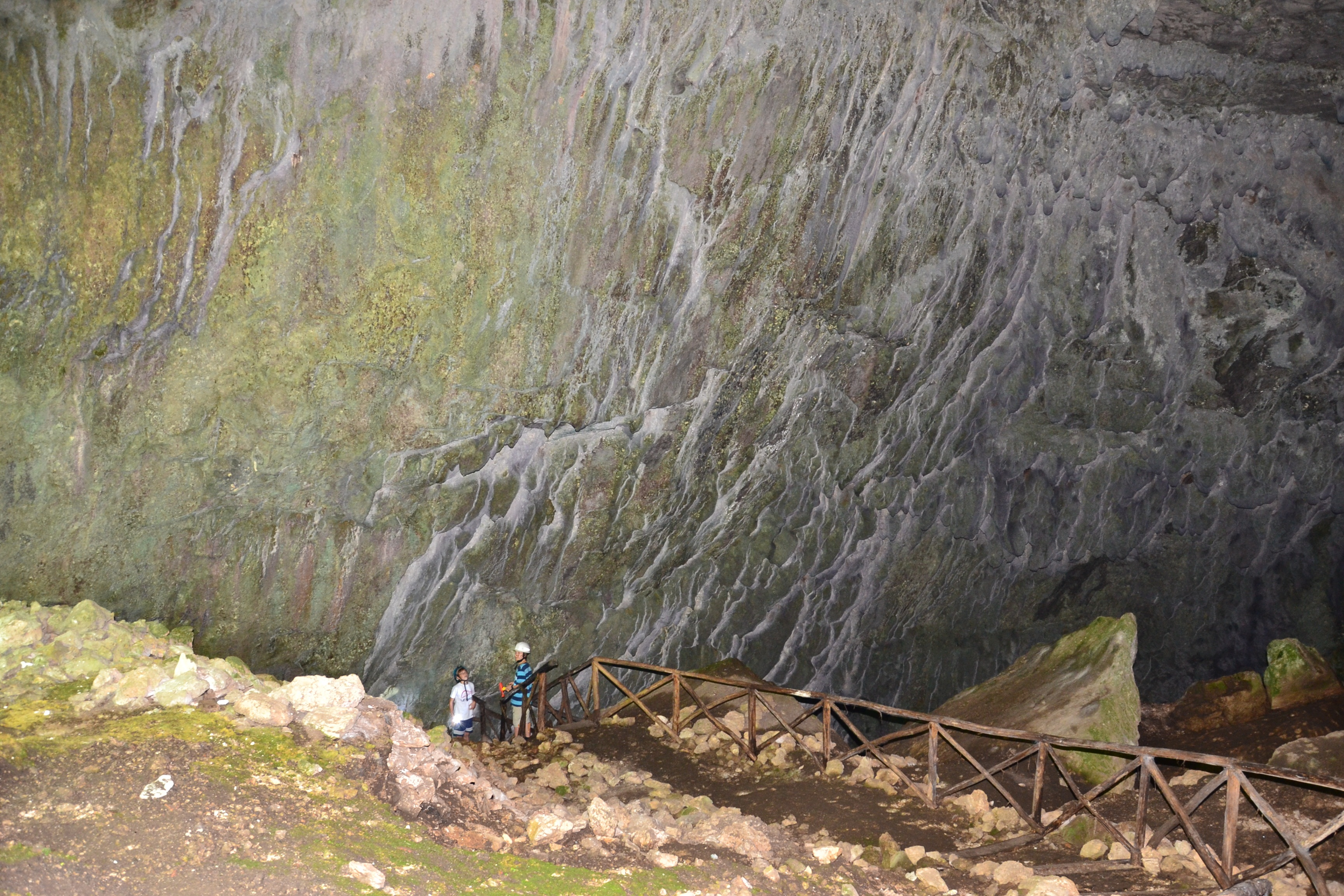
Grotta Bella

- Chiesa di Santa Restituta, che contiene affreschi ed una statua lignea del XV secolo, la Madonna del Pero;
- La Grotta Bella (a 2 km di distanza. mappa), scoperta nel 1902 ed esplorata per la prima volta nel 1971, si trova sul fianco del monte Aiola: è costituita da una grande sala ricca di stalattiti e stalagmiti, da cui si dipartono sale minori. Può essere visitata [3];
- Acerone, pianta secolare sul versante nord (mappa);
- Paragnano, un ex-borgo fortificato ora ridotto a semplice casa colonica;
- Chiesa di S. Luigi Gonzaga;
- Chiesa di S. Gregorio, che in passato apparteneva alla famiglia Santini.

In questa località sono presenti sei associazioni:
- la castagna;
- pro loco di S.Restituta;
- il circolo ricreativo;
- la parrocchia;
- la ginestra;
- il dominio collettivo.

## Galleria d'immagini

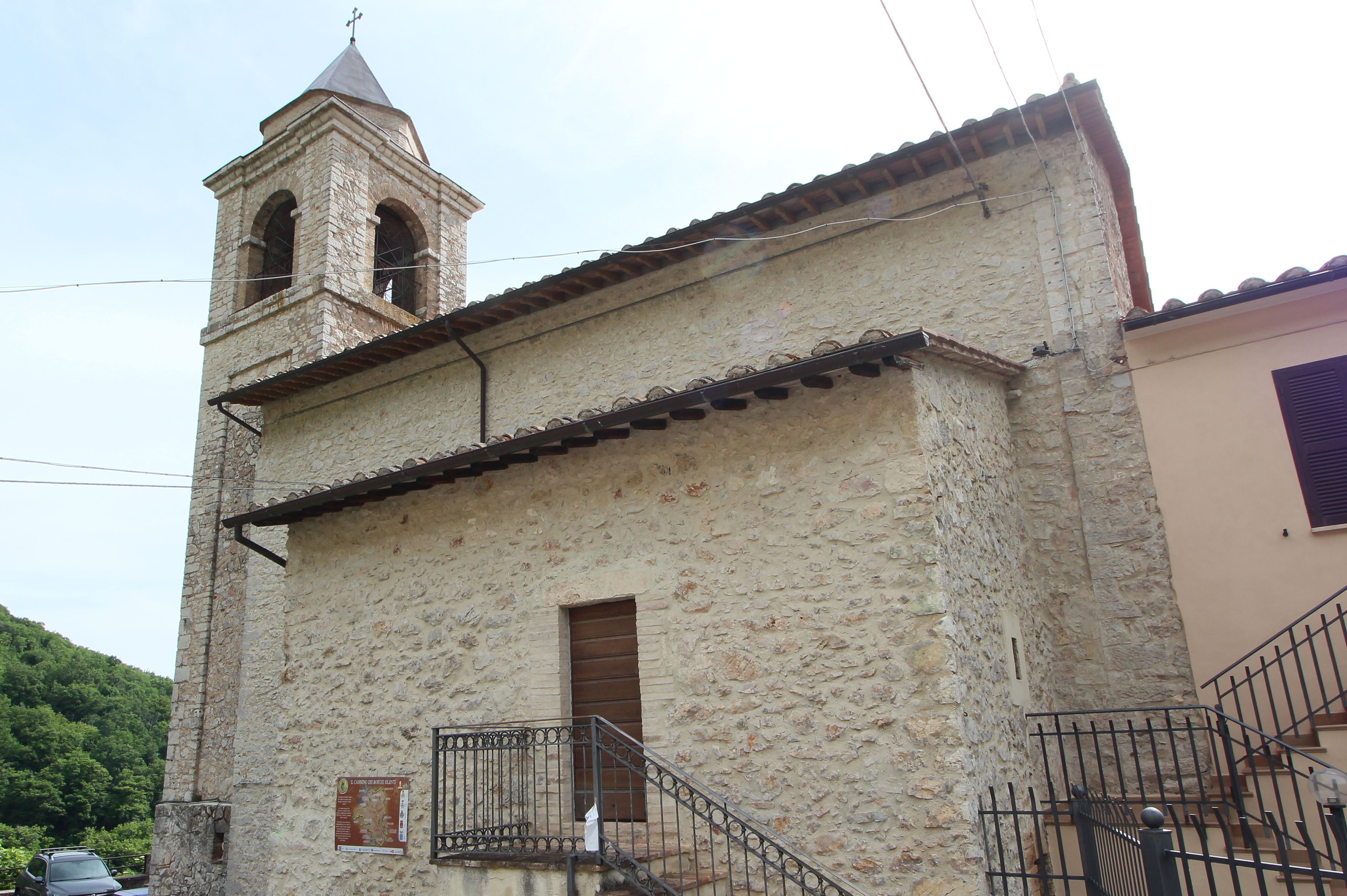
La chiesa di Santa Restituta
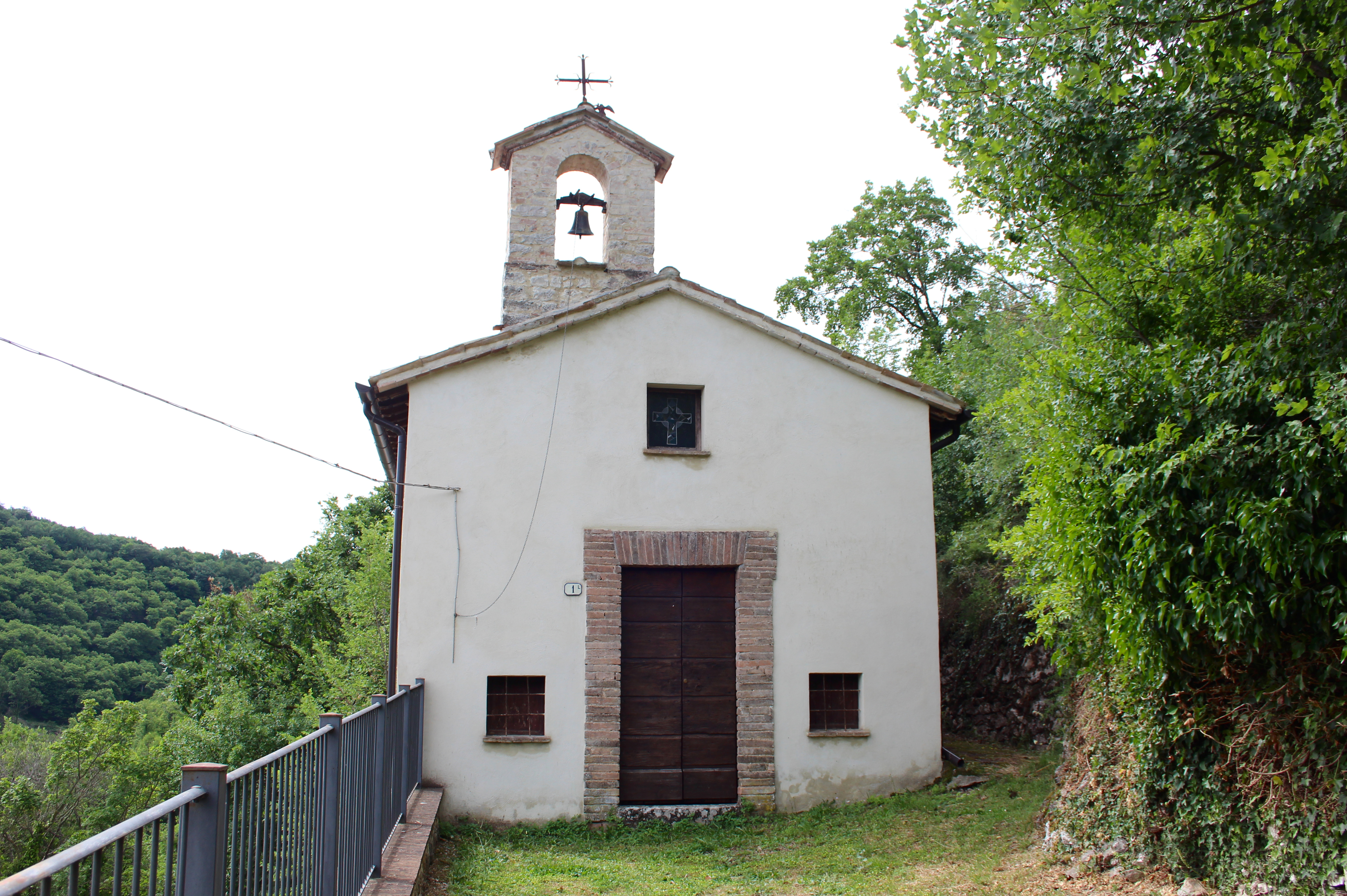
La chiesa di San Luigi Gonzaga
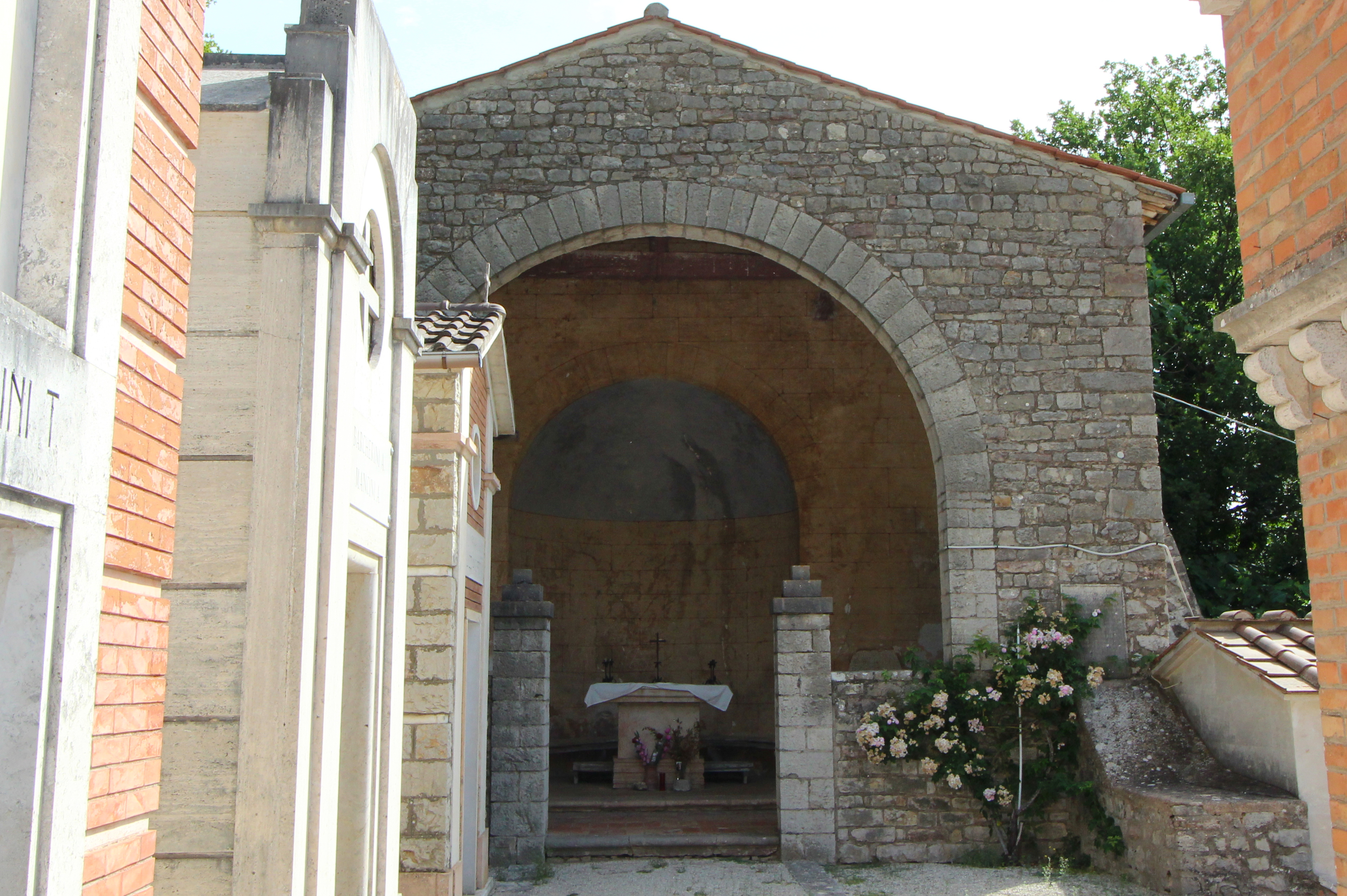
La chiesa di San Michele
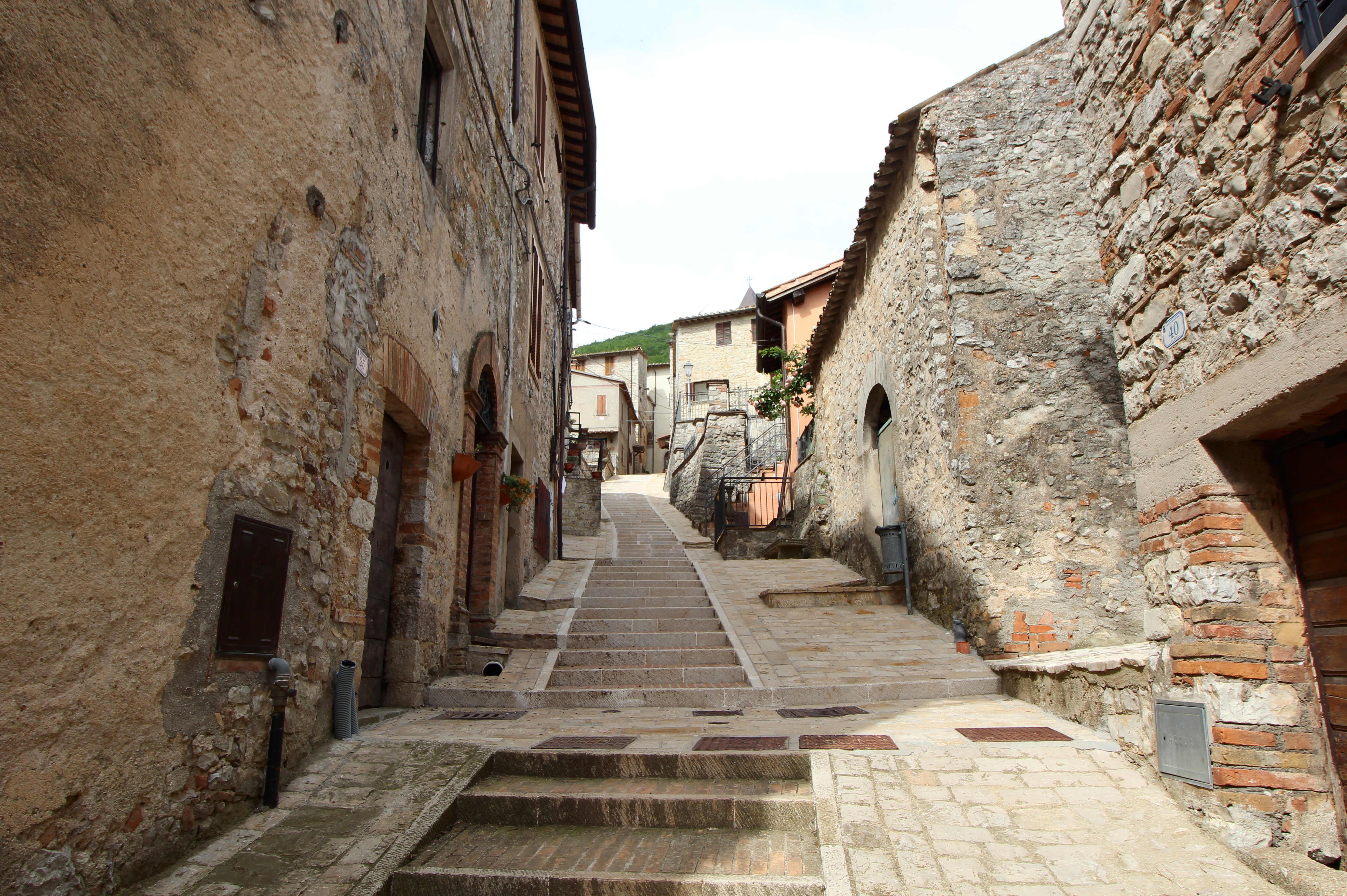
Il borgo